# 308 (szám)
A 308 (római számmal: CCCVIII) egy természetes szám.

## A szám a matematikában
A tízes számrendszerbeli 308-as a kettes számrendszerben 100110100, a nyolcas számrendszerben 464, a tizenhatos számrendszerben 134 alakban írható fel.
A 308 páros szám, összetett szám, kanonikus alakban a 22 · 71 · 111 szorzattal, normálalakban a 3,08 · 102 szorzattal írható fel. Tizenkettő osztója van a természetes számok halmazán, ezek növekvő sorrendben: 1, 2, 4, 7, 11, 14, 22, 28, 44, 77, 154 és 308.
Hétszögalapú piramisszám.
A 308 négyzete 94 864, köbe 29 218 112, négyzetgyöke 17,54993, köbgyöke 6,75331, reciproka 0,0032468. A 308 egység sugarú kör kerülete 1935,22107 egység, területe 298 024,04549 területegység; a 308 egység sugarú gömb térfogata 122 388 541,3 térfogategység.